# Misál

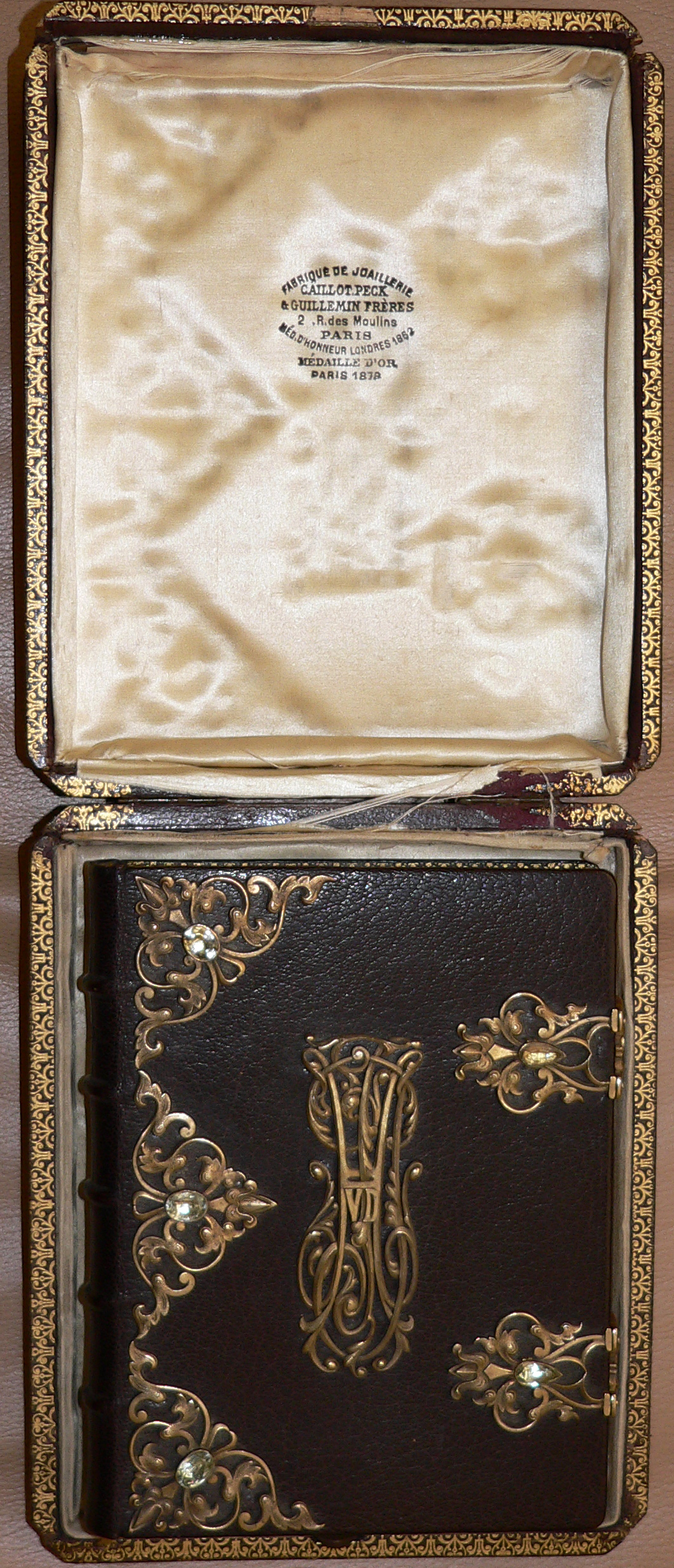
Římský misál z roku 1889

Misál (latinsky missale) je nejznámější a nejužívanější liturgická kniha používaná v katolické církvi.

## Obsah
Misál obsahuje modlitby, které přednáší kněz (celebrant) při slavení eucharistie. Mezi obsažené modlitby patří vstupní antifona, vstupní modlitba, modlitba nad dary, eucharistická modlitba, antifona k přijímání a závěrečná modlitba. Krom těchto vlastních modliteb obsahuje misál mešní řád včetně ordinaria a zvláštní obřady pro některé liturgické dny (např. velikonoční triduum). Tyto modlitby (tištěné černě) jsou doprovázeny vysvětlujícími poznámkami v červené barvě (rubrikami).

## Vydání
Poslední latinské vydání misálu je z roku 2002 (doplněná reedice v r. 2008), Český misál v národním jazyce byl vydán roku 1983 a reedice 2015 na základě vydání latinského z roku 1975.